# Теона Бакрадзе
Теона Бакрадзе (груз. თეონა ბაქრაძე; нар. 24 січня 1996, Чхороцку, Самегрело-Земо-Сванеті, Грузія) — грузинська футболістка, нападниця турецького клубу «Чайкур Різеспор» та національної збірної Грузії.

## Клубна кар'єра

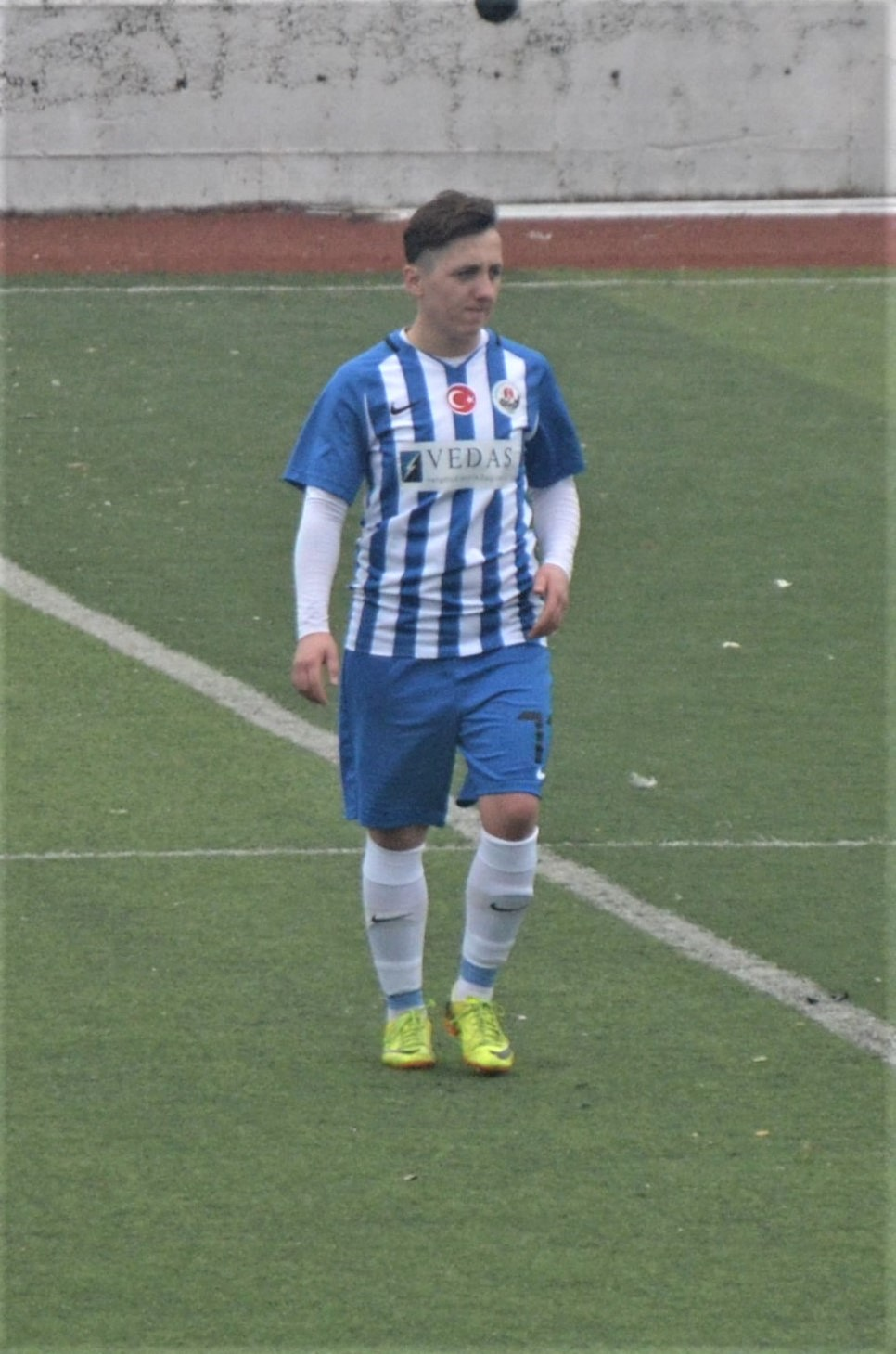
Теона Бакрадзе у футболці «Гаккарагіджюспора» в Першій лізі Туреччини 2018/19.

На батьківщині виступала за «Гереті» (Лагодехі) перед тим, як вона переїхала до Туреччини в листопаді 2016 року і приєдналася до «Кдз. Ереджильспор» гратиме в Першій лізі Туреччини.
У сезоні 2018/19 років перейшла до новоствореного клубу Першої ліги «Гаккарагіджюспор».
У сезоні 2021/22 років перейшла до «Чайкур Різеспора» з Першої ліги Туреччини.

## Кар'єра в збірній
Виступала за жіночу збірну Грузії в чотирьох матчах 6-ї групи кваліфікації чемпіонату Європи 2017 та в трьох матчах попереднього раунду групи 1 кваліфікації чемпіонату світу 2019 року.

## Клубна кар'єра
Станом на 29 грудня 2021
| Клуб                | Сезон             | Ліга              | Ліга  | Ліга | Континентальна | Континентальна | Національні | Національні | Загалом | Загалом |
| Клуб                | Сезон             | Дивізіон          | Матчі | Голи | Матчі          | Голи           | Матчі       | Голи        | Матчі   | Голи    |
| ------------------- | ----------------- | ----------------- | ----- | ---- | -------------- | -------------- | ----------- | ----------- | ------- | ------- |
| «Гереті» (Лагодехі) | 2015–16           |                   |       |      | –              | –              | 3           | 0           | 3       | 10      |
| «Гереті» (Лагодехі) | Загалом           | Загалом           |       |      | –              | –              | 3           | 0           | 3       | 0       |
| «Кдз. Ереджильспор» | 2016–17           | Перша ліга        | 22    | 16   | –              | –              | 4           | 0           | 26      | 16      |
| «Кдз. Ереджильспор» | 2017–18           | Перша ліга        | 17    | 7    | –              | –              | 0           | 0           | 17      | 7       |
| «Кдз. Ереджильспор» | Загалом           | Загалом           | 39    | 23   | –              | –              | 4           | 0           | 43      | 23      |
| «Гаккарагіджюспор»  | 2018–19           | Перша ліга        | 10    | 10   | –              | –              | 4           | 0           | 10      | 10      |
| «Гаккарагіджюспор»  | 2019–20           | Перша ліга        | 14    | 11   | –              | –              |             |             | 14      | 11      |
| «Гаккарагіджюспор»  | Загалом           | Загалом           | 24    | 21   | –              | –              | 0           | 0           | 24      | 21      |
| «Чайкур Різеспор»   | 2021–22           | Суперліга         | 3     | 3    | –              | –              | 0           | 0           | 3       | 3       |
| «Чайкур Різеспор»   | Загалом           | Загалом           | 3     | 3    | –              | –              | 0           | 0           | 3       | 3       |
| Усього за кар'єру   | Усього за кар'єру | Усього за кар'єру | 66    | 47   | –              | –              | 7           | 0           | 73      | 47      |